# 嘉応の強訴
嘉応の強訴（かおうのごうそ）は、嘉応元年（1169年）12月23日（1170年1月18日）、延暦寺の大衆が尾張国知行国主・藤原成親の配流を求めて起こした強訴。後白河法皇は成親を擁護したが、上流貴族や平氏の非協力的態度により事態は紛糾した。後白河と平氏の政治路線の対立が、院政開始後に初めて表面化した事件である。

## 背景
有力寺社が独自の武力を保有して、為政者と衝突・抗争を繰り返す強訴は院政期に急増する。寺社はこの時期に荘園領主として発展しており、各地で国司と紛争を引き起こしていた。特に「南都北嶺」と並び称された南都興福寺と比叡山延暦寺は強訴の常連で、傘下の春日・日吉神人は春日の神木・日吉の神輿を奉じて入京し、朝廷に国司の解任・配流を迫った。
これに対して朝廷も、僧位・僧官の昇進権を媒介に上級僧侶を組織して、宗教界への支配を強化しようとした。保元元年（1156年）閏9月の「保元新制」はその集大成で、寺社の濫行禁止と荘園の規制を謳い、寺社勢力を国家体制に従属させようとするものだった。しかし、これらの寺社統制策は教団内部の反発を買い、寺社では内紛が頻発する。さらに治天の君による恣意的な僧綱補任により、寺院相互の競合・確執も深刻化していた。
天台宗内部では延暦寺（山門派）と園城寺（寺門派）の対立が続いていたが、後白河は園城寺に帰信して庇護者となり露骨な優遇策をとったため、延暦寺では不満が渦巻いていた。後白河が園城寺に肩入れしたのは個人的な信仰心だけでなく、強大な勢力を誇る延暦寺を牽制する狙いもあったと見られる。各地で院近臣出身の国司は延暦寺領荘園の整理に奔走し、神人との衝突が恒常化していた。特に美濃国は延暦寺の勢力が特に強い地域であり、一触即発の状況にあった。

## 経過

### 内裏乱入
12月、尾張守・藤原家教（藤原成親の同母弟）の目代である右衛門尉・政友が、延暦寺領・美濃国平野荘の神人を凌礫する事件を起こす。事件自体は小さなものだったが延暦寺の反応は早く、17日には延暦寺所司・日吉社所司が尾張国知行国主・藤原成親の遠流と目代・政友の禁獄を訴えた（『兵範記』）。成親は32歳で権中納言の地位にあった、院近臣の中心人物である。朝廷側が要求を拒否して使者を追い返したことから延暦寺大衆の動きが激しくなり、22日夕刻には山を降りて京極寺に参集し、強訴の態勢に入った。
この報に洛中は騒然となり、後白河は公卿を法住寺殿に召集して対策を協議させるとともに、検非違使・武士に動員令を下して仙洞御所の警備を強化する。平重盛が200騎、平宗盛が130騎、平頼盛が150騎を率いて集まり、「その数、雲霞の如し」（『兵範記』）、「帯箭の輩、院中に満つ」（『玉葉』）という状況となった。
一方、大衆は予想に反して内裏に向かい、神輿八基を担いで待賢門・陽明門の前で騒ぎ立てた。内裏にいたのは高倉天皇、摂政・松殿基房、天台座主・明雲で、修明門を平経正・源重定、待賢門を平経盛、建春門を源頼政が警護していたものの、その兵力は少なかった。大衆は内裏に乱入すると、建礼門・建春門に神輿を据えて気勢を上げた。
後白河は、蔵人頭・平信範や蔵人・吉田経房を内裏に派遣して「内裏に集まって幼主を驚かせ奉るのは不当であり、院御所に来れば要求を聞く」と再三に渡って伝えるが、大衆は「幼主であっても内裏に参って天皇に訴え、勅定を承るのが先例・恒例である」と拒絶し、明雲の説得にも耳を貸さなかった。
検非違使別当・平時忠の「要求を聞き入れるなら速やかに受諾し、聞き入れないのなら武士を派遣して大衆を追い払うべきだ」という進言により、夜に入って法住寺殿で公卿議定が開かれた。内大臣・源雅通は「武士を派遣すれば神輿が破壊される恐れがある」と難色を示し、武士を率いる重盛も後白河の3度に渡る出動命令を拒否して「明朝発向する」と返答する有様だった。強訴の武力鎮圧をあきらめた後白河は、政友の解官・禁獄のみを認めることで事態の解決を図ろうとしたが、大衆はあくまで成親の配流を求めて譲らず、使者となった、明雲をはじめとする僧綱に就いている高僧らを追い返すと、神輿を放置して分散してしまった。
24日、後白河はやむを得ず、成親解官と備中国配流、政友の禁獄を認めた。大衆は歓喜して神輿を撤収し山へ戻っていった。九条兼実は、一切要求を認めないとしながら、大衆がやってきた途端に要求を認めるのは「朝政に似ぬ」もので、武士を招集しながら派遣しなかったことは「有れども亡きがごとき沙汰」と厳しく批判している。

### 裁定逆転
騒動も治まったかに見えた27日、後白河は突然、明雲を「大衆を制止せず、肩入れした」という理由で、高倉天皇護持僧の役から外した。28日には裁定が逆転し、成親が召還され、事件処理に当たった時忠・信範が「奏事不実（奏上に事実でない点があった）」（『百錬抄』）の罪により解官・配流される。事態の展開に兼実は「天魔の所為なり」と唖然としている。
30日、成親が権中納言に還任、翌嘉応2年（1170年）正月5日には時忠の後任として検非違使別当に就任し「世以て耳目を驚す。未曽有なり」（『玉葉』正月6日条）と周囲を驚愕させた。この措置に延暦寺が黙っているはずもなく、7日、13日には大衆の再入洛の噂が流れ、後白河は検非違使に命じて西坂本を警固させるなど、院庁と延暦寺の抗争が再燃することになった。
福原で事態の悪化を憂慮していた平清盛は、13日に頼盛、14日に重盛を呼び寄せて状況を報告させると、17日に上洛した。同日、成親は検非違使別当の辞任を申し出る。21日には六波羅館に「幾多なるを知らず」というほどの武士が集まり、「近日上下奔波し、更に以て安堵せず」という情勢が続いた。
22日、法住寺殿で再度の公卿議定が開かれ、延暦寺の要求する成親配流、時忠・信範召還について話し合われたが結論は出ず、27日に僧綱が再度、処分を訴える。これに対して後白河は、要求は認めるものの「自今以後台山の訴訟、一切沙汰あるべからず」と通告したため、僧綱は言い返すこともできず退出した（『玉葉』30日条）。2月1日、成親配流と時忠・信範召還を認めるという内意が山上に伝えられたが、4日には藤原邦綱が兼実邸を訪れて「成親配流の宣下はいまだになく、また変わるのではないか」と語っている。6日にようやく、成親解官、時忠・信範召還の宣下があり、事件は終息する。

## 混乱の要因
後白河は強訴に対して強硬な態度で臨み、延暦寺を抑えようと試みたが、政権内部の足並みの乱れにより事態は迷走した。天台座主・明雲は早くから大衆の説得をあきらめ、公卿議定でも武士の派遣に消極的な意見が大勢を占めた。そして最大の要因が、平氏が強訴の鎮圧を拒否したことである。清盛が出家した際の戒師を明雲が務めた関係から、平氏と延暦寺は友好的な関係にあった。
武士が強訴防御に当たって出動を拒否するということは、白河・鳥羽院政期には見られなかった現象であり、平氏の実力の大きさが再認識されると同時に、後白河院政の脆弱さが露呈する形になった。後白河も自らの力の弱さを自覚していたからこそ、成親擁護に固執したと見られる。
後白河は「もし叡心果たし遂げんと欲する事あらば、あえて人の制法にかかわらず、必ずこれを遂ぐ（やろうと心に決めた事は、人が止めるのも聞き入れずに必ず遂行する）」（『玉葉』寿永3年3月16日条）という性格であり、この強訴でもねばり強く意思の貫徹を図った。配流の話はいつの間にかうやむやとなり、解官も形ばかりで4月21日、成親は早くも権中納言・右兵衛督・検非違使別当に返り咲く。強訴で何の成果も得ることができなかったことは、延暦寺にとって大きな屈辱だった。延暦寺がこの恨みを忘れなかったことは、安元3年（1177年）の鹿ケ谷の陰謀で成親が逮捕された時、大衆が清盛に「敵を討っていただいたことは喜ばしい」とわざわざ使者を送って礼を述べていることからも明らかといえる（『玉葉』安元3年6月3日条）。
院と延暦寺の対立・抗争、延暦寺攻撃に消極的な平氏という構図は、安元3年（1177年）4月13日、延暦寺が加賀守・藤原師高の配流を求めて起こした強訴（白山事件）でも繰り返され、鹿ケ谷の陰謀への伏線となった。